# Grégory Meilhac
Pour les articles homonymes, voir Meilhac (homonymie).
Grégory Meilhac est un footballeur professionnel français, né le 5 septembre 1971 à Ganges.

## Biographie
Il débute dans l'équipe première du Nîmes Olympique en 1991 en D1.
En 1993, il rejoint l'Olympique Grenoble Isère en National 2.
En 1996, il retourne au Nîmes Olympique en National 1 et participe la même année au parcours en Coupe d'Europe des vainqueurs de coupe.
Il part ensuite jouer en Grèce au Panachaiki, puis en Belgique au KRC Harelbeke, avant de revenir jouer en amateur dans sa région natale.
Il conclut sa carrière de joueur en 2007 en gagnant la coupe de l'Hérault avec la Pointe Courte de Sète avant de rejoindre l'encadrement des 18 ans nationaux du Nîmes Olympique.

## Palmarès
- National
  - Champion : 1997 avec le Nîmes Olympique

- Coupe de l'Hérault
  - Vainqueur : 2007 avec Sète Pointe Courte